# Escórpora africana
L'escórpora africana (Scorpaena stephanica) és una espècie de peix pertanyent a la família dels escorpènids.

## Ictionímia
Aquesta espècie, a primera vista semblant a un cap-roig, fou descrita per J. Cadenat (1943) a partir d'exemplars provinents de les costes de Mauritània, del Senegal i de Guinea. En una nota a peu de pàgina Cadenat explica que va triar el nom específic Scorpaena stephanica perquè va descriure l'espècie a partir d'onze exemplars pescats davant la ciutat de Port Étienne (avui anomenada Nouadhibou) durant l'època colonial francesa. Com el nom català Esteve, Étienne deriva de l'antropònim grec Στεφανος i és per això que Cadenat va batejar aquesta escòrpora amb el nom de stephanica. Fou observada davant la costa catalana per Allué et al., i Lloris et al. li atribuïren el nom d'escórpora africana.

## Morfologia
És un peix de cos allargat, d'altura compresa unes quatre vegades en la longitud total, amb els flancs coberts d'escates ctenoides, les quals manquen a la regió ventral compresa entre l'istme i la base de les pectorals. El cap, sense escates visibles, té una fosseta occipital ben marcada; la longitud cefàlica és si fa no fa la tercera part de la longitud total. La llargada del musell és més o menys igual al diàmetre màxim dels ulls; l'espai interorbitari és gairebé el 60% del diàmetre ocular. No hi ha apèndixs cutanis sota la mandíbula, però sí a les regions nasal, interorbitària i suborbitària, el maxil·lar i la meitat inferior del preopercle, i també n'hi ha una sèrie sobre la línia lateral. Tres parells de porus mandibulars, simples i petits. L'aleta dorsal té 12 radis espinosos, dels quals el més llarg és el tercer, i l'anal té 5 o 6 radis tous precedits de 3 espines de les quals la segona és la més llarga i robusta. Les pectorals tenen 18 radis; el superior i els 10 inferiors són simples, i els 7 restants són ramificats. El cos és vermellós, brunenc a la part dorsal; entre les espines dorsals setena i novena hi ha una gran taca negra. La llargada habitual és de 15 a 25 cm i pot atènyer un valor màxim de 40 cm.

## Alimentació
És carnívor (es nodreix de crustacis bentònics i peixets a Cap Verd) i el seu nivell tròfic és de 4,01.

## Hàbitat i distribució geogràfica
És un peix marí, demersal i de clima tropical que viu entre 46-201 m de fondària (normalment, entre 75 i 200) en els fons sorrencs, fangosos i rocallosos de l'Atlàntic oriental: des de Mauritània fins a Angola, incloent-hi el corrent de Canàries, Cap Verd, el corrent de Guinea, el Senegal, Guinea Bissau, Gàmbia, Sierra Leone, Libèria, la República de Guinea, la Costa d'Ivori, Ghana, Togo, Benín, Nigèria, el Camerun, Guinea Equatorial, el Gabon, la República del Congo, la República Democràtica del Congo i el corrent de Benguela. Durant molt de temps ha estat considerada una espècie exclusivament africana ja que a la mar Mediterrània fins ara només n'hi havia constància de dos exemplars (d'11,5 i 12 cm de longitud estàndard), els quals foren observats per Allué et al. entre 120 i 175 m de fondària sobre fons fangosos propers a Blanes. FishBase i Lloris et al. també el fan present a les illes Balears.

## Observacions
És inofensiu per als humans i el seu índex de vulnerabilitat és alt (57 de 100).